# Municipio de Kelsey
El municipio de Kelsey (en inglés: Kelsey Township) es un municipio ubicado en el condado de St. Louis en el estado estadounidense de Minnesota. En el año 2010 tenía una población de 140 habitantes y una densidad poblacional de 1,52 personas por km².

## Geografía
El municipio de Kelsey se encuentra ubicado en las coordenadas 47°8′47″N 92°37′48″O / 47.14639, -92.63000. Según la Oficina del Censo de los Estados Unidos, el municipio tiene una superficie total de 92.41 km², de la cual 91,43 km² corresponden a tierra firme y (1,05 %) 0,97 km² es agua.

## Demografía
Según el censo de 2010, había 140 personas residiendo en el municipio de Kelsey. La densidad de población era de 1,52 hab./km². De los 140 habitantes, el municipio de Kelsey estaba compuesto por el 96,43 % blancos, el 2,14 % eran amerindios, el 0,71 % eran asiáticos y el 0,71 % eran de una mezcla de razas. Del total de la población el 1,43 % eran hispanos o latinos de cualquier raza.